# Carcinarctia kivuensis
Carcinarctia kivuensis là một loài bướm đêm thuộc phân họ Arctiinae, họ Erebidae.